# Un uomo da conquistare
Un uomo da conquistare (Romancing Mister Bridgerton) è un romanzo della scrittrice americana Julia Quinn pubblicato nel 2002. Si tratta del quarto romanzo della saga dei Bridgerton.

## Trama
Il libro è ambientato tra il 1812 e il 1824 e racconta la storia di Colin Bridgerton, terzogenito della famiglia Bridgerton, e di Penelope Featherington. I due protagonisti si innamorano, ma la loro storia d'amore è segnata dal grande segreto che Penelope tiene nascosto a tutti, incluso Colin.

## Accoglienza
Il romanzo ha scalato le classifiche del New York Times.

## Edizioni
- Julia Quinn, Un uomo da conquistare, Mondadori, 2021, ISBN 978-8804740292.